# Giorgino
Pour plus de détails, voir Fiche technique et Distribution.
Giorgino est un  film français réalisé par Laurent Boutonnat, sorti le 5 octobre 1994.

## Synopsis
Octobre 1918. Sitôt rendu à la vie civile, le jeune docteur Giorgio Volli part à la recherche du groupe d'enfants dont il s'occupait avant la guerre. Il arrive dans une région perdue aux habitants hostiles et ne trouve qu'un vieil orphelinat vide : les enfants ont disparu dans des conditions mystérieuses. Sa quête prend alors l'allure d'une partie de cache-cache avec la mort : Giorgio se retrouve dans un vieil orphelinat bordé de marais inquiétants et de hordes de loups... Un cauchemar d'enfant où l'amour a les traits de Catherine, une jeune fille fragile qu'on ne peut embrasser sans embrasser la folie,...

## Fiche technique
- Titre : Giorgino
- Réalisation : Laurent Boutonnat
- Scénario : Laurent Boutonnat, Gilles Laurent
- Musique : Laurent Boutonnat
- Photographie : Jean-Pierre Sauvaire
- Montage : Laurent Boutonnat, Agnès Mouchel
- Costumes : Carine Sarfati
- Production : Laurent Boutonnat
- Pays de production :  France
- Langue originale : anglais
- Format : couleur — 35 mm — 2,35:1 (CinemaScope) — son Dolby numérique
- Genre : drame
- Durée : 183 minutes
- Date de sortie : 
  - France : 5 octobre 1994
- Classification :
  - France : interdit aux moins de 12 ans

## Distribution
- Jeff Dahlgren (VF : Bernard Lanneau) : Giorgio Volli
- Mylène Farmer (VF : elle-même) : Catherine Degrâce
- Joss Ackland (VF : Henri Poirier) : l'abbé Glaise
- Louise Fletcher (VF : Nadine Alari) : l'aubergiste
- Frances Barber (VF : Martine Irzenski) : Marie
- Jean-Pierre Aumont (VF : lui-même) : Sébastien, le père de Catherine
- John Abineri (en) (VF : Bernard Dhéran) : le Dr Jodel
- Sydnee Blake (VF : Liliane Gaudet) : Ma Petaud
- Veronica Clifford (VF : Jeanne Val) : Mme Lapierre
- Albert Dupontel (VF : lui-même) : l'infirmier infirme
- Janine Duvitski (en) (VF : Jeanine Forney) : Josette
- Su Elliott (en) (VF : Catherine Sola) : Marthe
- Anne Lambton (en) (VF : Joëlle Brover) : la mère de Raoul
- David Ryall (VF : Gabriel Cattand) : le professeur Beaumont
- Christopher Thompson (VF : lui-même) : le jeune capitaine
- Louise Vincent (VF : elle-même) : la femme à la Fondation Roux

## Production
Laurent Boutonnat a écrit ce drame à partir des années 1970 et en a composé et produit l'ensemble des musiques. Cette œuvre permet à Mylène Farmer de faire ses débuts au cinéma dans le rôle de Catherine. Les conditions de tournage sont particulièrement difficiles en raison des conditions climatiques et du perfectionnisme du réalisateur.
Les décors ont été construits du 15 septembre 1992 au 15 décembre 1992.
Le tournage a duré 21 semaines, de janvier 1993 à mai 1993 en ex-Tchécoslovaquie, à Prague, et dans les plaines de Slovaquie.

## Diffusion
Malgré un budget important de 80 millions de francs (12 millions d'euros), Giorgino n'est resté que quatre semaines à l'affiche, réunissant moins de 70 000 entrées sur le territoire. Le grand public n'adhère pas au film en raison de sa longueur (plus de trois heures) et de sa trop grande noirceur. Cet échec retentissant affectera profondément Laurent Boutonnat, qui ne réalisera plus les clips de Mylène Farmer jusqu'au début des années 2000. Il rachètera tous les droits de son film, qui ne sera diffusé que quatre fois sur Canal+ à la fin de l'année 1995. Un DVD a été publié le 5 décembre 2007.
Le film a été entièrement tourné en anglais, mais la sortie internationale fut annulée à cause de l'échec du film en France. 
À l’occasion du 25e anniversaire du film, la bande originale est rééditée en édition collector double vinyle, accompagnée d’une sélection de produits dérivés disponibles sur le site éphémère giorgino-le-film.com. Une projection unique de la version restaurée en 4K est organisée au cinéma Max Linder Panorama, à Paris, le dimanche 29 septembre 2024, en présence de Laurent Boutonnat. À l’issue de la séance, le réalisateur reçoit une ovation debout de plusieurs minutes. Une mini-exposition regroupant des éléments de décors et des costumes du film est également présentée dans le hall du cinéma.
Le 3 Décembre 2024, le film sort en blu-ray dans une version restaurée 4K.

## Accueil critique
À sa sortie, l'accueil des critiques est assez mitigé. Le Parisien compare le film à « un livre d'images cinématographiques qui oscille constamment entre malaise et magie » et La Voix du Nord à « un conte d'un romantisme échevelé dans la lignée des films gothiques d'une époque révolue », décrivant un « climat étrange, dramatique et poétique ». Selon Studio magazine, Laurent Boutonnat « a su brillamment créer une atmosphère mais l'intrigue perd peu à peu de son intensité » à cause de sa longueur. La longueur est d'ailleurs le principal reproche des critiques, à l'image de celle des Cahiers du cinéma, qui va jusqu'à dire « il faut au spectateur un certain courage pour affronter les trois heures que dure le film et connaître le dénouement de cette histoire amphigourique. »
Selon Midi libre, Giorgino est « un somptueux moment de cinéma sensible. Installant une atmosphère fascinante proche des romans gothiques anglais, Giorgino est un vrai film d'auteur, hanté et habité ». Le Figaro Magazine apprécie « l'ambiance angoissante et des décors somptueux », tandis que L'Événement du jeudi souligne la « vraie présence à l'écran de Mylène Farmer ».
Le site Avoir-alire affirme en 2012 : « Accusé de n’être qu’un long clip désincarné, Giorgino est surtout l’œuvre d’un esthète au sommet de son art. Malgré une durée excessive, son long-métrage touche souvent au sublime », avant de conclure : « Giorgino mérite en tout cas amplement son statut de film culte, tandis que son échec public demeure l’une des plus grandes injustices cinématographiques des années 90 ».

## Influences
Laurent Boutonnat n'a jamais caché son admiration pour l'œuvre de David Lean. Giorgino semble avoir été influencé par Le Docteur Jivago mais surtout par La Fille de Ryan (comme le note Bertrand Lepage, ancien manager de Mylène Farmer et ancien collaborateur de Laurent Boutonnat, lors d'une interview en 1995). Le personnage de Giorgi Volli ressemble de manière troublante au major Randolph Doryan et on notera la présence dans les deux films d'un père très proche de sa fille et d'un homme d'église. De même, la scène où Catherine est battue par des femmes rappelle une scène similaire de La fille de Ryan où Rosy est lynchée par des villageoises.
Une autre influence est Les Hauts de Hurlevent. L'héroïne a un prénom identique (Catherine) et toute l'action se déroule dans un endroit isolé.
Enfin, le film biélorusse La Chasse sauvage du Roi Stakh (1979) de Valeri Roubintchik présente quelques similitudes avec Giorgino .

## Box-office
Nombre d’entrées
| Pays   | Entrées |
| France | 69 000  |